# Лейк-Вью (тауншип, Миннесота)
Лейк-Вью (англ. Lake View) — тауншип в округе Бекер, Миннесота, США.

## География
По данным Бюро переписи населения США площадь тауншипа составляет 76,5 км², из которых 56,1 км² занимает суша, а 20,4 км² — вода (26,68 %).

## Демография
По данным переписи населения 2000 года здесь находились 1730 человек, 662 домохозяйства и 505 семей.  Плотность населения —  30,9 чел./км².  На территории тауншипа расположено 1246 построек со средней плотностью 22,2 построек на один квадратный километр. Расовый состав населения: 95,66 % белых, 0,17 % афроамериканцев, 1,16 % коренных американцев, 0,29 % азиатов, 0,06 % — других рас США и 2,66 % приходится на две или более других рас. Испанцы или латиноамериканцы любой расы составляли 0,58 % от популяции тауншипа.
Из 662 домохозяйств в 34,4 % воспитывались дети до 18 лет, в 68,3 % проживали супружеские пары, в 4,7 % проживали незамужние женщины и в 23,6 % домохозяйств проживали несемейные люди. 19,8 % домохозяйств состояли из одного человека, при том 8,0 % из — одиноких пожилых людей старше 65 лет. Средний размер домохозяйства — 2,61, а семьи — 3,00 человека.
27,0 % населения — младше 18 лет, 5,5 % — в возрасте от 18 до 24 лет, 25,8 % — от 25 до 44, 28,6 % — от 45 до 64, и 13,1 % — старше 65 лет. Средний возраст — 40 лет. На каждые 100 женщин приходилось 105,5 мужчин.  На каждые 100 женщин старше 18 приходилось 104,0 мужчин.
Средний годовой доход домохозяйства составлял 44 125 долларов, а средний годовой доход семьи —  49 063 доллара. Средний доход мужчин —  35 625  долларов, в то время как у женщин — 23 125. Доход на душу населения составил 20 025 долларов. За чертой бедности находились 7,7 % семей и 10,0 % всего населения тауншипа, из которых 11,2 % младше 18 и 11,3 % старше 65 лет.